# 豫章贤祠
豫章贤祠，位于中国福建省三明市沙县区凤岗街道城西南路，明崇祯六年（1633年）建，清光绪二十九年（1903年）重修，祀宋理学家罗从彦。由门屋、庭院、廊庑和正屋组成。正屋重檐歇山顶，面阔三间，进深四间，明间为抬梁式木构架。2005年5月11日公布为第六批福建省文物保护单位。